# Czornyj Jar (obwód astrachański)
Czornyj Jar (ros. Чёрный Яр) – wieś w południowo-zachodniej Rosji, w obwodzie astrachańskim, położona nad Wołgą, ok. 50 km od granicy kazachsko-rosyjskiej. W 2010 roku wieś liczyła 7882 mieszkańców.